# Lepidobatrachus
Genre
Lepidobatrachus est un genre d'amphibiens de la famille des Ceratophryidae.

## Répartition
Les trois espèces de ce genre se rencontrent au Paraguay, en Bolivie et en Argentine.

## Liste des espèces
Selon Amphibian Species of the World (11 juin 2017) :
- Lepidobatrachus asper Budgett, 1899
- Lepidobatrachus laevis Budgett, 1899
- Lepidobatrachus llanensis Reig & Cei, 1963

## Publication originale
- Budgett, 1899 : Notes on the Batrachians of the Paraguayan Chaco, with Observations upon their Breeding Habits and Development, especially with regards to Phyllomedusa hypochondrialis, Cope. Also a Description of a new Genus. Quarterly journal of microscopical science, vol. 42, p. 305-333 (texte intégral).